# Christo i Jeanne-Claude
Christo, Hristo Vladimirov Javašev, Gabrovo, Bugarska, 13. lipnja 1935., i Jeanne-Claude, Jeanne-Claude Denat de Guillebon Casablanca, Maroko 13. lipnja 1935. — New York 18. listopada 2009. bio je umjetnički duet. Christo i Jeanne-Claude su poznati po tom što su znali uviti i upakirati cijele zgrade u tkaninu, npr. Reichstag u Berlinu. Od 1994. zasluge za njihov rad pripisuju se samo Christu